# Námořní pěchota Korejské republiky
Námořní pěchota Korejské republiky (hangul: 대한민국 해병대; hanča: 大韓民國海兵隊; romanizace: Daehanminguk Haebyeongdae) je námořní pěchota Jižní Koreje, zodpovědná mimo jiné za vyloďovací operace a ochranu ostrovů při pobřeží Korejského poloostrova. Jihokorejský sbor námořní pěchoty vznikl 15. dubna 1949, tehdy s pouze 380 příslušníky. V 10. letech 21. století se stala druhou nejpočetnější námořní pěchotou na světě, i když je stále mnohem menší než ostatní složky jihokorejských ozbrojených sil, zejména armáda.

## Organizace
Jihokorejská námořní pěchota má 25 000 příslušníků seskupených do dvou divizí a jedné brigády: 1. a 2. divize a 4. námořní brigády. Struktura obou divizí je založena na organizaci americké námořní pěchoty, takže každá z nich má tři pěší pluky, dělostřelecký pluk, tankový prapor a obojživelný útočný prapor. Mezi užívanou techniku patří 124 těžkých obrněných obojživelných vozidel AAV-7, 50 tanků K1A1 a houfnice typů K9 Thunder a KH-179.
Ve výzbroji sboru se nachází také okolo dvou desítek vrtulníků MUH-1 Surion.

## Galerie

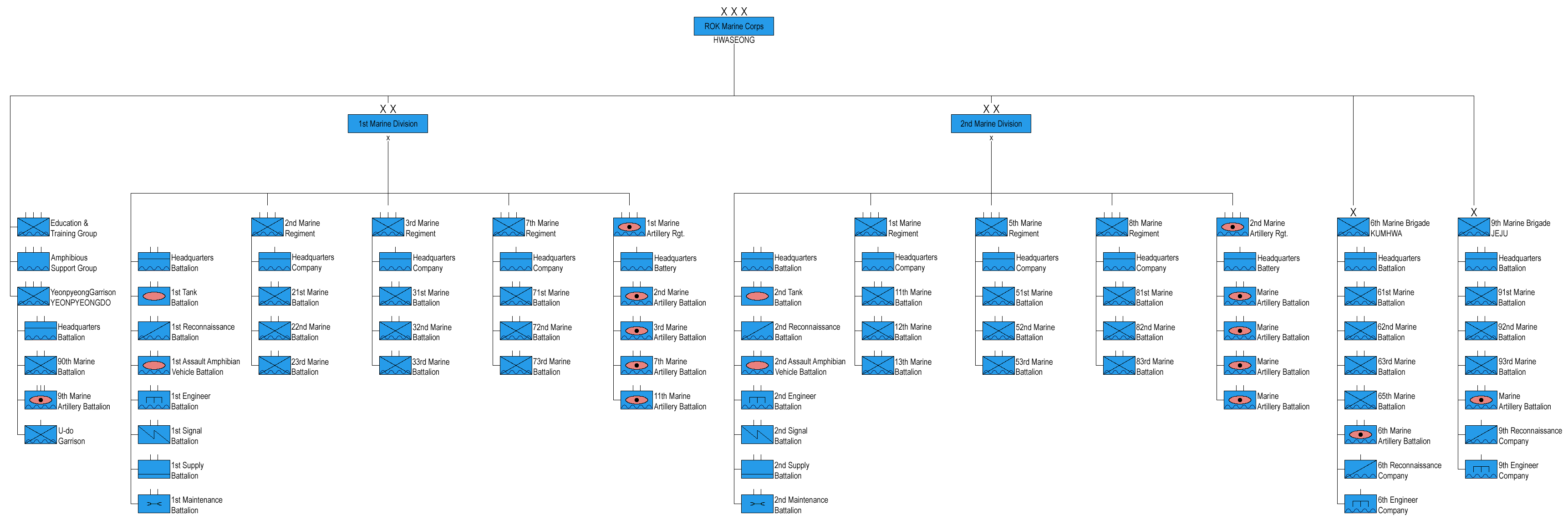
Organizační schéma Sboru námořní pěchoty Korejské republiky.
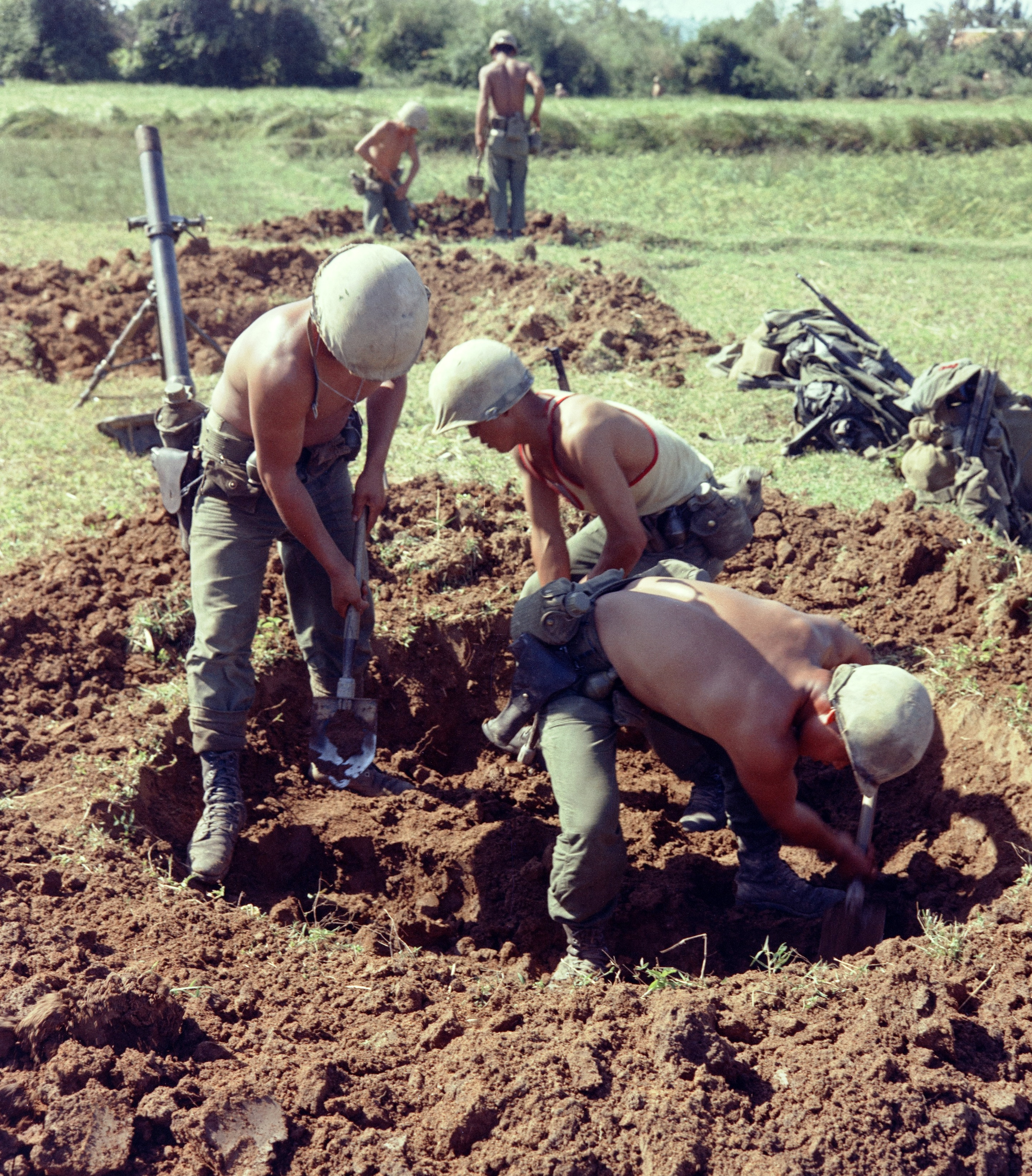
Jihokorejští mariňáci budující bojové postavení během vietnamské války, 1966.
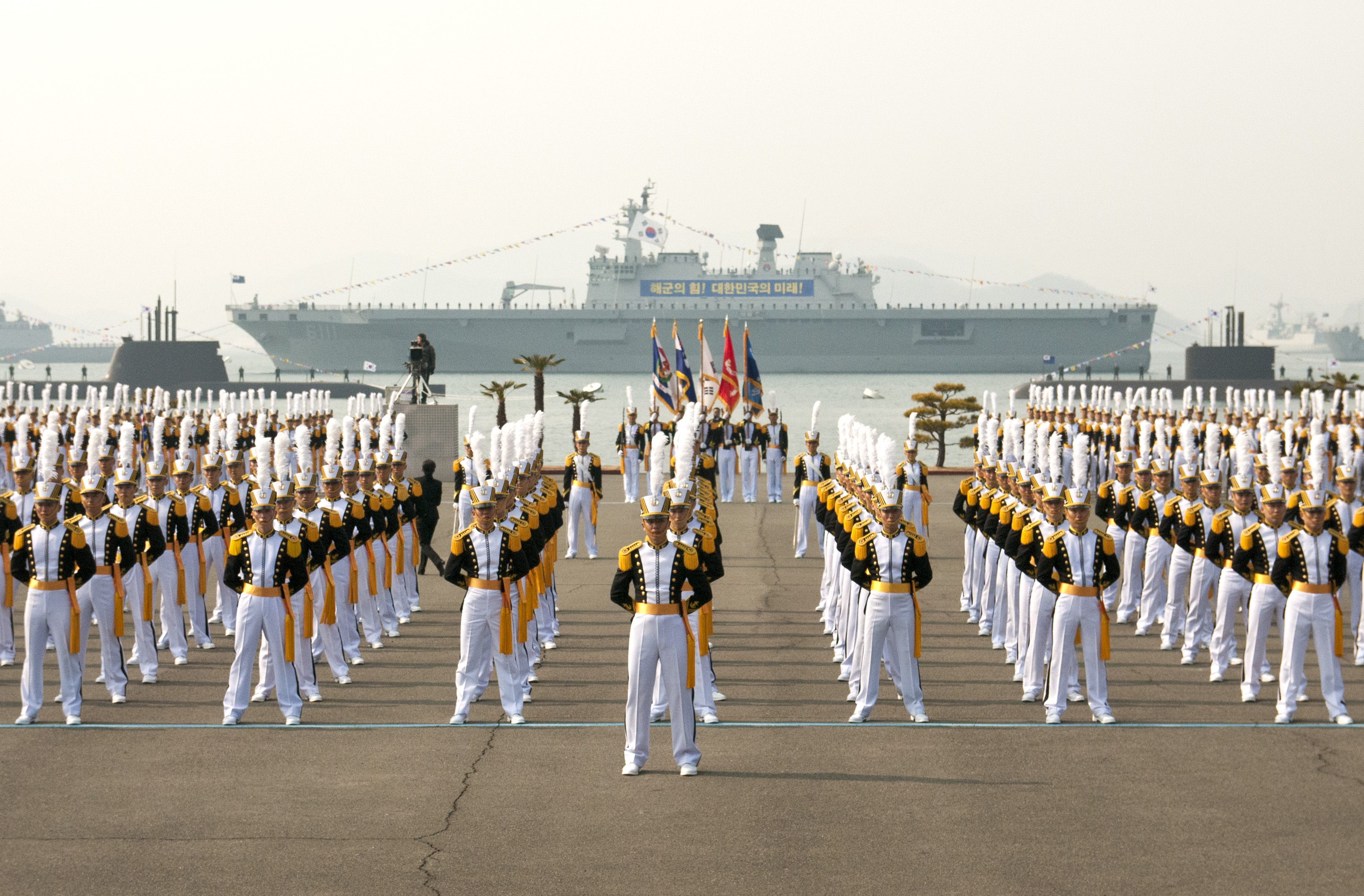
Kadeti jihokorejské námořní pěchoty při přehlídce.
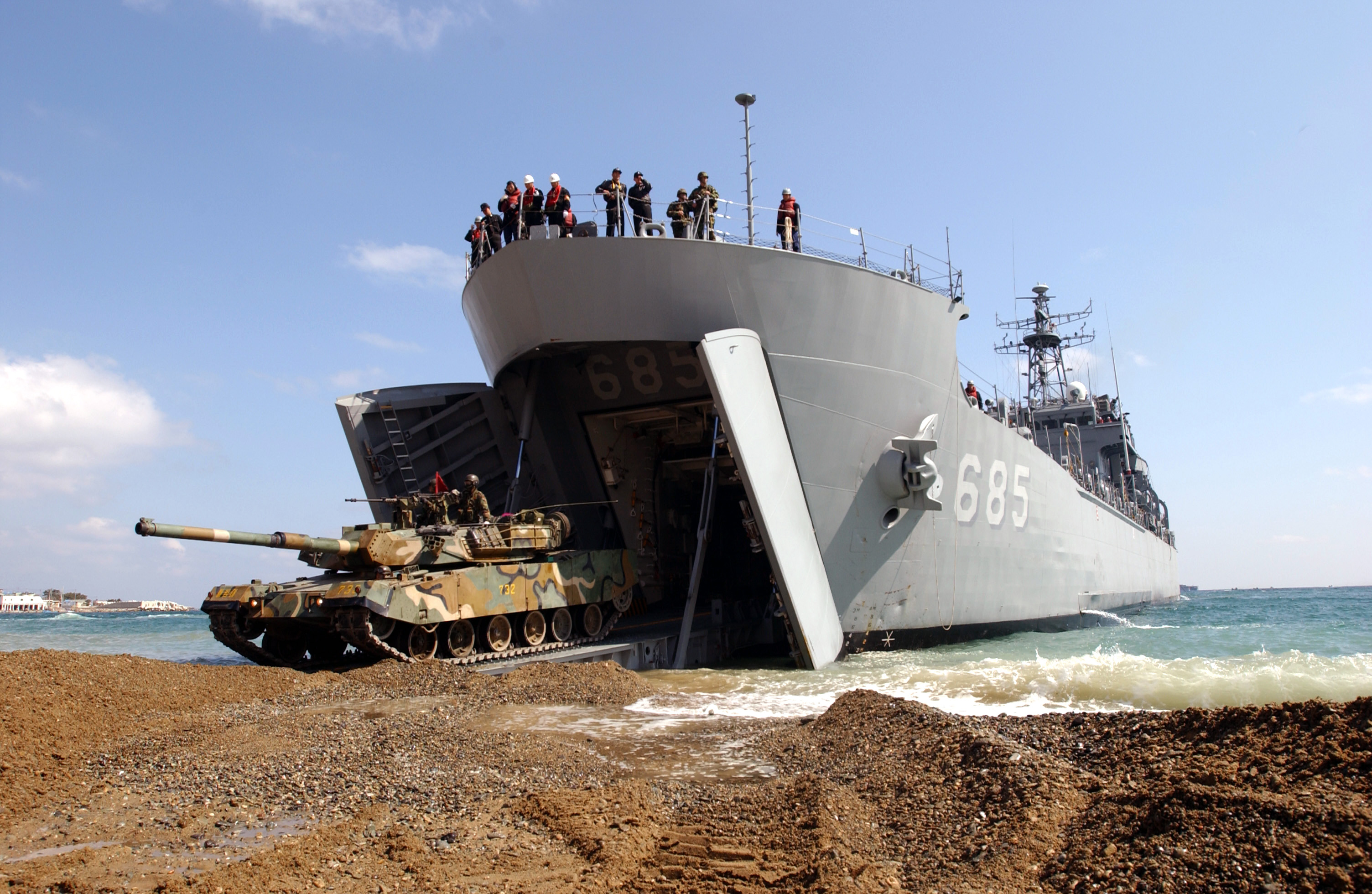
Vyloďování tanku K1 z výsadkové lodi třídy Gojungbong během cvičení Foal Eagle 2004.